# Méru Nyingba
Méru Nyingba est un monastère tibétain où fut établie la résidence du Nechung Kuten à Lhassa. C'est un monastère lié à Nechung dont la fondation remonte à Songtsen Gampo au VIIe siècle. C'est en ce lieu que Thonmi Sambhota termina la mise au point de l'alphabet tibétain inventé à partir d'un alphabet indien. Comme le monastère de Nechung, il est affilié à trois grandes lignées : sakya, guélug et nyingma-kagyü.